# Antoni Dydycz
Antoni Pacyfik Dydycz (ur. 24 sierpnia 1938 w Serpelicach) – polski duchowny rzymskokatolicki, kapucyn, doktor nauk humanistycznych w zakresie historii, biskup diecezjalny drohiczyński w latach 1994–2014, od 2014 biskup senior diecezji drohiczyńskiej.

## Życiorys
Urodził się 24 sierpnia 1938 w Serpelicach w rodzinie Michała i Janiny z d. Adamiuk. Naukę w szkole średniej odbył w Gimnazjum im. św. Stanisława Kostki w Lublinie i w Niższym Seminarium Duchownym w Nowym Mieście nad Pilicą. Egzamin dojrzałości zdał w trybie zaocznym w 1957 w III Liceum Ogólnokształcącym im. Jana Kochanowskiego w Krakowie. W 1954 wstąpił do Zakonu Braci Mniejszych Kapucynów w Łomży. W zakonie otrzymał imię Pacyfik. W latach 1957–1963 studiował w Wyższym Seminarium Duchownym Kapucynów w Łomży. Śluby wieczyste złożył 26 sierpnia 1961 w Nowym Mieście nad Pilicą. Święceń prezbiteratu udzielił mu 29 czerwca 1963 w kościele ojców kapucynów pw. Matki Bożej Bolesnej w Łomży biskup diecezjalny łomżyński Czesław Falkowski. Od 1963 studiował na Wydziale Socjologii Katolickiego Uniwersytetu Lubelskiego. W 1994 na podstawie dysertacji Dzieje Zakonu Braci Mniejszych Kapucynów na Litwie (od wieku XVIII do roku 1993) uzyskał na Wydziale Historii Uniwersytetu Mikołaja Kopernika w Toruniu stopień doktora nauk humanistycznych w zakresie historii.
Od 1963 był katechetą w Lublinie. W latach 1967–1976 pracował jako katecheta i duszpasterz akademicki w Białej Podlaskiej. W latach 1967–1976 pełnił funkcję gwardiana klasztoru kapucynów w Białej Podlaskiej. Od 1976 do 1982 był przełożonym warszawskiej prowincji kapucynów. Objął członkostwo w Konsulacie Konferencji Wyższych Przełożonych Zakonów Męskich w Polsce i został jej przewodniczącym. W Episkopacie Polski został członkiem komisji ds. świeckich oraz duszpasterstwa ogólnego. Był też przewodniczącym Konferencji Przełożonych Franciszkańskich. W latach 1982–1994 pracował w Rzymie jako generalny definitor zakonu. Zajmował się sprawami zakonnymi w krajach socjalistycznych. Był delegatem zakonu ds. sanktuarium w Loreto. W 1991 uczestniczył w Synodzie Biskupów w Rzymie.
20 czerwca 1994 papież Jan Paweł II mianował go biskupem diecezjalnym diecezji drohiczyńskiej. 10 lipca 1994 otrzymał święcenia biskupie i odbył ingres do katedry drohiczyńskiej. Głównym konsekratorem był arcybiskup Józef Kowalczyk, nuncjusz apostolski w Polsce, a współkonsekratorami Stanisław Szymecki, arcybiskup metropolita białostocki, i arcybiskup Francesco Gioia, kapucyn. Jako zawołanie biskupie przyjął słowa „Populus Tuus – hereditas Tua” (Lud Twój – dziedzictwem Twoim). Przeprowadził I Synod Diecezji Drohiczyńskiej. Utworzył dom św. Antoniego dla księży emerytów i muzeum diecezjalne. Doprowadził do powstania Domu Miłosierdzia i rozbudowy gmachu Wyższego Seminarium Duchownego w Drohiczynie. Ustanowił diecezjalne ruchy i stowarzyszenia katolickie: Akcję Katolicką, Katolickie Stowarzyszenie Młodzieży, Apostolat Maryjny, Rodziny Nazaretańskie, Armata Bianca. Przyczynił się także do utworzenia Drohiczyńskiego Towarzystwa Naukowego, Inicjatywy Antynarkotykowej i Młodzieżowego Ośrodka Ekumenicznego. 29 marca 2014 papież Franciszek przyjął jego rezygnację z urzędu biskupa diecezjalnego diecezji drohiczyńskiej.
W ramach Konferencji Episkopatu Polski objął funkcje przewodniczącego Zespołu Pomocy Kościołowi na Wschodzie i wiceprzewodniczącego Komisji ds. Instytutów Życia Konsekrowanego i Stowarzyszeń Życia Apostolskiego. Łącznie przez 14 lat był przewodniczącym Komisji ds. Trzeźwości, a następnie Zespołu ds. Apostolstwa Trzeźwości. Został ponadto członkiem Zespołu ds. Kontaktów z Konferencją Episkopatu Litwy oraz Komisji Mieszanej: Biskupi – Wyżsi Przełożeni Zakonni. Z upoważnienia Episkopatu Polski został koordynatorem przygotowań do rozpoczęcia procesu beatyfikacyjnego męczenników Wschodu (kapelanów wojskowych zamordowanych na Wschodzie, w tym ofiar zbrodni katyńskiej).

## Odznaczenia i wyróżnienia
W 2008 prezydent RP Lech Kaczyński „w uznaniu wybitnych zasług dla Kościoła w Polsce i za działalność społeczną na rzecz polskich rodzin” nadał mu Krzyż Wielki Orderu Odrodzenia Polski. W 2011 został przyjęty w poczet członków Zakonu Rycerskiego Grobu Bożego w Jerozolimie.
W 2023 otrzymał medal „Zasłużony dla Nauki Polskiej Sapientia et Veritas”.
Nadano mu tytuł honorowego obywatela: Drohiczyna (2002), Białej Podlaskiej (2008), gminy Korytnica (2009), Węgrowa (2011), Sokołowa Podlaskiego (2012), gminy Wyszki (2013) i gminy Sarnaki (2019). Został także udekorowany medalami „Zasłużony dla Powiatu Bielskiego” (2014) i „Zasłużony dla Miasta Bielsk Podlaski” (2019).
W 2002 został uhonorowany Medalem Polonia Mater Nostra Est.  Został laureatem Nagrody Społecznej im. Kardynała Stefana Wyszyńskiego za rok 2012, w 2013 nagrody im. św. Brata Alberta Chmielowskiego, a w 2022 nagrody Feniks Specjalny Stowarzyszenia Wydawców Katolickich. W 2010 otrzymał statuetkę „Sursum Corda”, nagrodę przyznawaną za promowanie tygodnika katolickiego „Niedziela”, a w 2013 Platynowy Mikrofon Katolickiego Radia Podlasie w kategorii wkład w rozwój regionu.